# All of Us Are Dead
All of Us Are Dead (kor. 지금 우리 학교는) – południowokoreański serial telewizyjny w reżyserii Lee Jae-kyoo i Kim Nam-su, który miał swoją premierę 28 stycznia 2022 roku na platformie Netflix.
6 czerwca 2022 Netflix zapowiedział realizację drugiego sezonu, a jego premiera zaplanowana jest na 2026 rok.

## Fabuła
W pierwszym sezonie serial opowiada o uczniach koreańskiego liceum – Hyosan High School, którzy zostali uwięzieni w swojej szkole, podczas gdy ich koledzy zostali zarażeni śmiertelnym wirusem zombie. Bez jedzenia i picia walczą o przetrwanie i szukają sposobu na ucieczkę.
W drugim sezonie Nam On-jo, która przeżyła wybuch epidemii zombie w Hyosan, studiuje na Uniwersytecie w Seulu. Wkrótce staje w obliczu nowego zagrożenia, gdy dochodzi do kolejnej fali śmiercionośnego wirusa zombie.

## Obsada

### Postacie pierwszoplanowe
- Park Ji-hu[10][11] jako Nam On-jo, uczennica klasy 2-5, sąsiadka Cheong-sana i przyjaciółka z dzieciństwa
- Yoon Chan-young[10][11] jako Lee Cheong-san, uczeń klasy 2-5, sąsiad On-jo i przyjaciel z dzieciństwa
- Cho Yi-hyun[10][11] jako Choi Nam-ra, przewodnicząca klasy 2-5
- Lomon[10][11] jako Lee Su-hyeok, nazywany „Bosy-su”, uczeń klasy 2-5, były członek grupy prześladowców
- Yoo In-soo[10][11] jako Yoon Gwi-nam, szkolny prześladowca i antagonista serii
- Lee Yoo-mi[12][11] jako Lee Na-yeon, bogata i arogancka uczennica klasy 2-5
- Kim Byung-chul[12][11] jako Lee Byeong-chan, nauczyciel przedmiotów przyrodniczych i twórca wirusa, pełni rolę głównego antagonisty
- Lee Kyu-hyung[12][11] jako Song Jae-ik, detektyw z posterunku policji w Hyosan
- Jeon Bae-soo(inne języki)[12][11] jako Nam So-ju, kapitan straży pożarnej w Hyosan, ojciec On-jo

### Postacie drugoplanowe
- Im Jae-hyuk[13] jako Yang Dae-su, uczeń klasy 2-5 i najlepszy przyjaciel Woo-jina
- Kim Bo-yoon[14] jako Seo Hyo-ryung, samotna uczennica klasy 2-5
- Ahn Seung-gyun[15] jako Oh Joon-yeong, najlepszy uczeń klasy 2-5 i szkoły
- Ham Sung-min(inne języki)[16] jako Han Gyeong-su, uczeń klasy 2-5 i najlepszy przyjaciel Cheong-san, pochodzi z ubogiej rodziny
- Kim Joo-ah[17] jako Yoon I-sak, uczennica klasy 2-5 i najlepsza przyjaciółka On-jo
- Kim Jin-young[18] jako Kim Ji-min, uczennica klasy 2-5, przyjaciółka Hyo-ryung i członkini szkolnego chóru
- Son Sang-yeon[19] jako Jang Woo-jin, uczeń klasy 2-5 i młodszy brat Ha-ri
- Kim Jung-yeon[20] jako Kim Min-ji, uczennica klasy 2-5 i przyjaciółka Dae-su
- Ha Seung-ri(inne języki)[17] jako Jang Ha-ri, uczennica klasy maturalnej, która bierze udział w zawodach z łucznictwa, starsza siostra Woo-jina
- Lee Eun-saem jako Park Mi-jin, uczennica klasy maturalnej
- Jin Ho-eun[17] jako Jung Min-jae, uczeń klasy maturalnej i członek szkolnego klubu łuczniczego
- Yang Han-yeol[20] jako Yoo Jun-seong, uczeń klasy maturalnej i przyjaciel Mi-jin
- Hwang Bo-un[20] jako Lee Ha-lim, uczennica klasy maturalnej i przyjaciółka Jun-Seonga
- Oh Hye-soo[17] jako Min Eun-ji, uczennica, ofiara Gwi-nama
- Ahn Ji-ho[17] jako Kim Chul-soo, uczeń i ofiara Gwi-nama
- Jung Yi-seo(inne języki)[17] jako Kim Hyeon-ju, uczennica klasy 2-5 i prześladowczyni
- Lee Chae-eun jako Park Hee-su, uczennica klasy 2-5, która jest w ciąży
- Lee Min-goo[17] jako Lee Jin-su, uczeń i syn głównego antagonisty serii Lee Byeong-chana
- Oh Hee-joon(inne języki)[20] jako Son Myung-hwan, uczeń i członek grupy prześladowców
- Shin Jae-hwi[17] jako Park Chang-hoon, uczeń, który uczestniczy w prześladowaniach uczniów w szkole
- Lee Sang-hee(inne języki)[17] jako Park Sun-hwa, nauczycielka angielskiego i wychowawczyni klasy 2-5
- Yoon Byung-hee(inne języki)[17] jako Kang Jin-goo, nauczyciel wychowania fizycznego
- Ahn Si-ha(inne języki)[17] jako Kim Kyung-mi, szkolna pielęgniarka
- Yoon Kyung-ho(inne języki)[17] jako Jung Yong-nam, nauczyciel języka koreańskiego i wicedyrektor szkoły
- Um Hyo-sup(inne języki)[17] jako dyrektor szkoły
- Park Jae-chul[20] jako Jeon Ho-chul, policjant, który zaprzyjaźnia się z Jae-ik
- Lee Si-hoon[20] jako „Orangibberish”, streamer
- Lee Ji-hyun(inne języki)[20] jako matka Lee Cheong-sana, właścicielka restauracji smażonego kurczaka w Hyosan
- Woo Ji-hyun[17] jako Kim Woo-shin, najmłodszy członek zespołu ratowniczego z Hyosan
- Dong Hyun-bae[17] jako Park Young-hwan, członek zespołu ratowniczego z Hyosan
- Bae Hae-sun[17] jako Park Eun-hee, członkini Zgromadzenia Narodowego Korei Południowej reprezentująca Hyosan
- Jo Dal-hwan[21] jako Jo Dal-ho, starszy doradca

### Sezon 2
Poniższa lista zawiera aktorów, którzy dołączą do obsady w drugim sezonie:
- Roh Jae-won jako Han Du-seok, dowódca zespołu Narodowej Służby Wywiadowczej[22][23]
- Lee Min-jae jako Yong Ma-ru, przyjaciel On-jo z uniwersytetu[22][24]
- Kim Si-eun jako So Ju-ram, przyjaciółka On-jo z uniwersytetu[22][24]
- Yoon Ga-i jako Lee Jong-a, przyjaciółka On-jo z uniwersytetu[25][24]
- Seo Ji-hoon[22]
- Kim Min[26]
- Ahn Dong-goo(inne języki)[27]
- Ryu Sung-rok[28]
- Han Hyun-jun[29]

## Produkcja
12 kwietnia 2020 Netflix ogłosił, że JTBC Studios i Film Monster wyprodukują serię zatytułowaną All of Us Are Dead w oparciu o popularny komiks internetowy Now at Our School. W sierpniu 2020 produkcja została tymczasowo zawieszona z powodu pandemii COVID-19 w Korei Południowej.
W kwietniu 2024 Park Chul-soo, dyrektor generalny Film Monster poinformował, że okres zdjęciowy został przesunięty o rok aby zapewnić „lepsze warunki produkcyjne” a premiera drugiego sezonu ma nastąpić w 2026 roku. W czerwcu 2025 poinformowano, że do obsady drugiego sezonu dołączyli: Roh Jae-won, Lee Min-jae, Kim Si-eun, Seo Ji-hoon, Yoon Ga-i, Kim Min, Ahn Dong-goo, Ryu Sung-rok i Han Hyun-jun. 
Okres zdjęciowy drugiego sezonu rozpoczął się 23 lipca 2025 roku.

## Odbiór
W serwisie Rotten Tomatoes serial uzyskał 89% ocen pozytywnych na podstawie 27 recenzji krytyków, a średnia ocen wyniosła 7,1/10. Natomiast serwis Metacritic przyznał ocenę na podstawie średniej ważonej, co dało wynik 67 na 100 w oparciu o recenzję 5 krytyków.
Amerykańskie czasopismo Variety doceniło oryginalność, napięcie i zaangażowanie emocjonalne które przekazuje serial, jednocześnie krytykując „powtarzalność wątków spoza szkolnego centrum wydarzeń”.

## Nagrody i nominacje
| Rok  | Ceremonia                     | Kategoria                             | Nominowani      | Rezultat  | Źr.                  |
| ---- | ----------------------------- | ------------------------------------- | --------------- | --------- | -------------------- |
| 2022 | 58. Baeksang Arts Awards      | Najlepszy nowy aktor                  | Yoo In-soo      | Nominacja | [ 42 ] [ 43 ] [ 44 ] |
| 2022 | 58. Baeksang Arts Awards      | Najlepsza nowa aktorka                | Lee Yoo-mi      | Nominacja | [ 42 ] [ 43 ] [ 44 ] |
| 2022 | 58. Baeksang Arts Awards      | Najlepsza nowa aktorka                | Cho Yi-hyun     | Nominacja | [ 42 ] [ 43 ] [ 44 ] |
| 2022 | 1st Blue Dragon Series Awards | Najlepsza nowa aktorka                | Park Ji-hu      | Nominacja | [ 45 ]               |
| 2022 | 1st Blue Dragon Series Awards | Najlepsza nowa aktorka                | Cho Yi-hyun     | Nominacja | [ 45 ]               |
| 2022 | 8th APAN Star Awards          | Najlepsza nowa aktorka                | Park Ji-hu      | Wygrana   | [ 46 ] [ 47 ] [ 48 ] |
| 2022 | 8th APAN Star Awards          | Najlepsza nowa aktorka                | Cho Yi-hyun     | Nominacja | [ 46 ] [ 47 ] [ 48 ] |
| 2022 | 8th APAN Star Awards          | Najlepszy nowy aktor                  | Yoon Chan-young | Wygrana   | [ 46 ] [ 47 ] [ 48 ] |
| 2022 | 8th APAN Star Awards          | Excellence Award, Aktorka w OTT Drama | Lee Yoo-mi      | Nominacja | [ 46 ] [ 47 ] [ 48 ] |